# Belgia na Letnich Igrzyskach Olimpijskich 1936
Belgię na Letnich Igrzyskach Olimpijskich 1936 reprezentowało 150  zawodników.

## Zdobyte medale
| Medal | Zawodnik | Dyscyplina  | Konkurencja                          |
| ----- | --- | ----------- | ------------------------------------ |
| Brąz  | Auguste Garrebeek Armand Putzeys Jean-François Van Der Motte Jef Lowagie                                                               | Kolarstwo   | Wyścig drużynowy ze startu wspólnego |
| Brąz  | Henri Disy Joseph De Combe Henri Stoelen Fernand Isselé Albert Casteleyns Gérard Blitz Pierre Coppieters Henri De Pauw Edmond Michiels | Piłka wodna | Turniej mężczyzn                     |